# Hellwigiella dichromoptera
Hellwigiella dichromoptera är en stekelart som först beskrevs av Costa 1886.  Hellwigiella dichromoptera ingår i släktet Hellwigiella och familjen brokparasitsteklar. Inga underarter finns listade i Catalogue of Life.